# Marquard von Dame

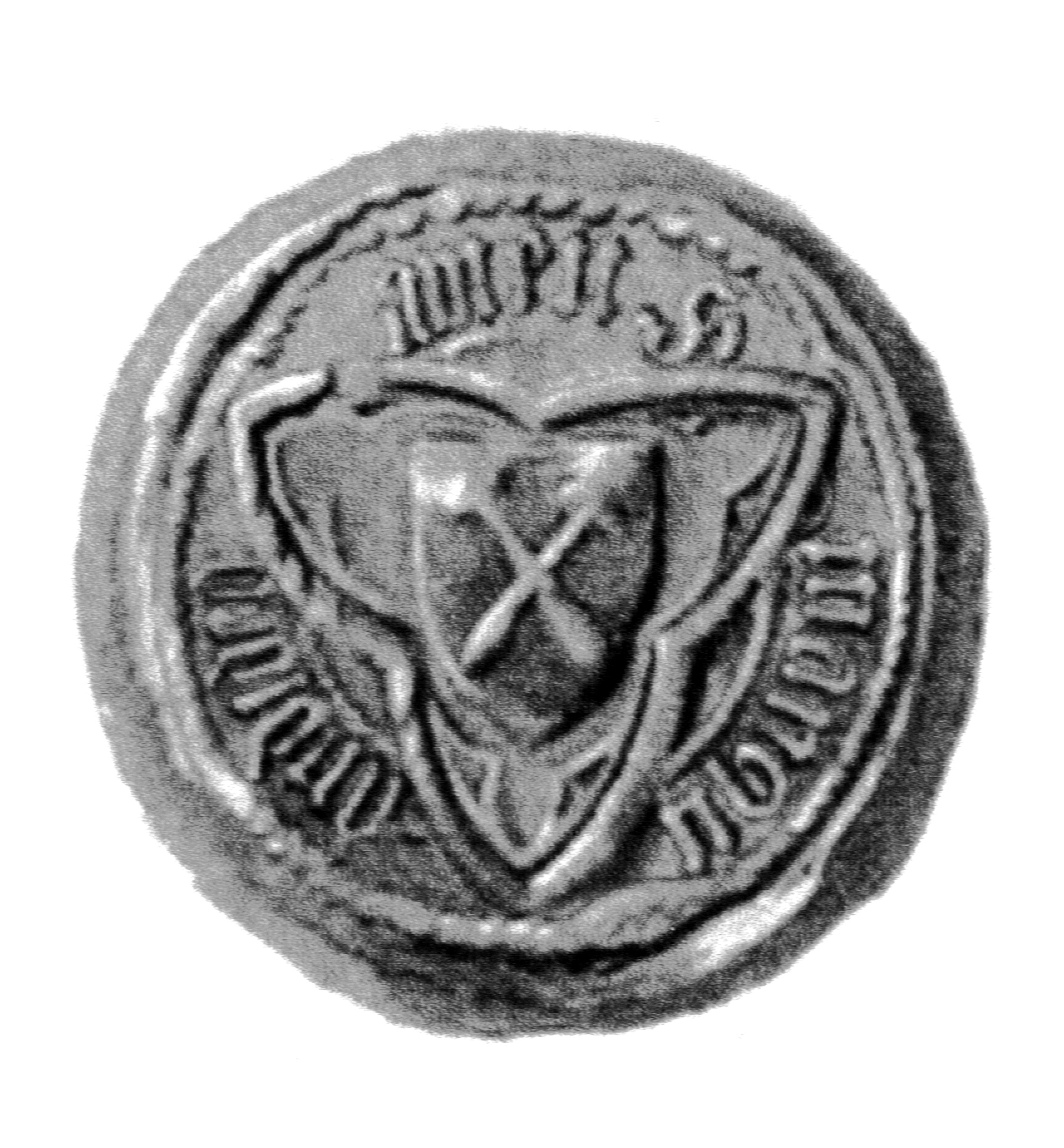
Siegel des Marquard von Dame (um 1408)

Marquard von Dame (* vor 1352 in Lübeck; † 1418 ebenda) war ein Bürgermeister der Hansestadt Lübeck.

## Leben
Marquard von Dame war Sohn des Lübecker Bürgers Marquard von Dame († 1369 oder früher). Aus seinem Testament geht hervor, dass er vor dem Jahr 1376 eine Wallfahrt ins Heilige Land nach Jerusalem unternommen hat. 1389 wurde er in den Rat der Stadt erwählt. 1405 war er einer der Schiedsrichter in einem Streit zwischen dem Lübecker Domkapitel und dem Lübecker Bischof Johannes VI. Hundebeke. 1406 wurde er im Rat zu einem der Bürgermeister der Stadt bestimmt. In Testamenten Lübecker Bürger bis 1406 wird er mehrfach als Urkundszeuge und als Vormund aufgeführt. Bei den Unruhen 1408 verließ er mit dem Alten Rat unter Jordan Pleskow die Stadt. Mit den Mitgliedern des Alten Rates klagte er gegen den Neuen Rat vor dem Reichshofgericht. Seine Vermögenswerte in Lübeck, darunter zwei Häuser, wurden 1411 vom Neuen Rat eingezogen. 1416 kam er mit dem Alten Rat zurück und wurde als Ratsherr wieder eingesetzt. Er vertrat die Stadt fortan auf den Lübecker Hansetagen der Jahre 1416 und 1417.
Marquard von Dame bewohnte das von seinem Vater ererbte Haus der Familie in der Breiten Straße 39. Er war einer der Stifter der Zirkelgesellschaft. Eine Tochter heiratete den späteren Bürgermeister Johann Klingenberg.